# Spigno Saturnia
Spigno Saturnia é uma comuna italiana da região do Lácio, província de Latina, com cerca de 2.662 habitantes. Estende-se por uma área de 38 km², tendo uma densidade populacional de 70 hab/km². Faz fronteira com Ausonia (FR), Coreno Ausonio (FR), Esperia (FR), Formia, Minturno.

## Demografia
| Variação demográfica do município entre 1861 e 2011                               |
|                                                                                   |
| Fonte: Istituto Nazionale di Statistica (ISTAT) - Elaboração gráfica da Wikipedia |